# Olsen Júnior
Oldemar Olsen Júnior (Chapecó, 6 de junho de 1955) é um advogado, jornalista e escritor brasileiro.
Começou a escrever nos anos 70 quando frequentava o curso universitário em Blumenau. Entre suas principais obras estão os livros:
- Os esquecidos do Brasil (1993)
- Desterro, SC (1998)
- Estranhos no Paraíso (2000)
- Confissões de um Cínico (2002)
- O Burguês Engajado (2003)
- Discípulos de Ninguém – um convite à insubmissão (2014)

No ano de 2000 foi um dos indicados para a final do prêmio Jabuti. 
Em 25 de julho de 2011 foi eleito membro da cadeira 11 da Academia Catarinense de Letras.